# Dupontopoa dezhnevii
Dupontopoa dezhnevii är en gräsart som beskrevs av N.S. Probatova. Dupontopoa dezhnevii ingår i släktet Dupontopoa och familjen gräs. Inga underarter finns listade i Catalogue of Life.